# Porto Nacional
Porto Nacional é um município brasileiro do estado do Tocantins. O município é considerado um polo regional próximo a capital Palmas, sendo importante acesso a algumas regiões do estado e do país.
Fundado no início do século XIX, Porto Nacional sempre esteve diretamente ligado histórica e culturalmente ao rio Tocantins. Ao longo daquele século e do XX, a principal via de acesso era o rio. Embarcações singravam o Tocantins transportando mercadorias entre Porto Nacional e Belém do Pará. Com a construção da rodovia BR-153, nos anos 1970, o fluxo de pessoas e mercadorias passou para a via terrestre.
Os nomes atribuídos à cidade estão relacionados com a situação política vigente no país: Porto Real, quando era Brasil-reino; Porto Imperial, na época do Império e finalmente Porto Nacional, após a proclamação da república.

## História
O primeiro núcleo de povoação surgiu no fim do século XVIII, ao fluxo dos bandeirantes, aventureiros portugueses, que, auxiliados pelo braço forte de africanos escravizados, embrenhavam pelos sertões do Brasil à procura de ouro. De fato, as usinas de ouro de Carmo e Pontal, atraíam os aventureiros lusitanos e mamelucos a ponto de levá-los a enfrentar as tribos e animais selvagens daquelas regiões desconhecidas. Pontal nasceu dentro deste processo de descoberta de garimpos na região setentrional da então capitania de São Paulo, tendo sido fundado quatro anos após Natividade (1734), dois anos antes de Arraias (1740) (Chaim, 1974:25) e oito anos antes do Carmo, cuja fundação deve datar de 1746 (Palacin, 1976:36).
Afirma-se, segundo a tradição oral existente na cidade, que os índios Xerentes do Alto Tocantins se revoltaram contra os invasores e teriam atacado de surpresa o Arraial do Pontal, massacrando quase toda a população. Os sobreviventes do massacre ficaram à beira do Rio Tocantins, à margem direita, justamente no porto de passagem de transeuntes daquele arraial para o de Nossa Senhora do Carmo. Essa versão é uma mito-história.
A navegação do Rio Tocantins foi um dos fatores que contribuíram para o desenvolvimento acelerado daquele povoado. No início do século XIX, houve uma Carta Régia (publicada em 5 de setembro de 1811) aprovando um plano de navegação pelo rio Tocantins, para dinamizar comércio com Belém (PA). Durante o período áureo da mineração (século XVIII) a navegação era proibida como mecanismo de evitar contrabando de ouro. Com a decadência da mineração, permitir a navegação foi uma política para aumentar a economia da região.
Segue-se, abaixo um texto com interpretações sobre a história do surgimento da cidade:
- "Alegoria da violência indígena na construção de identidade: O caso de Porto Nacional – TO." (autor) Giraldin, Odair (Antropólogo)

As interpretações sobre a relação da mito-história da fundação de Porto Nacional com ações de violência, foram inspiradas na seguinte afirmação de Leach: 
- “Todas as sociedades humanas, grandes ou pequenas, elaboradas ou simples, têm suas histórias tradicionais. Sejam verdadeiras ou falsas, ou parcialmente verdadeiras e parcialmente falsas, todas essas histórias funcionam como mitos de origem, como documentos da existência humana; elas explicam ao iniciado ou ao principiante como é que ‘nós’ começamos e como é que ‘nós’ chegamos ao que somos hoje” (Leach, 1982:58-59).

Em 1835, foi criada, por determinação da Lei Providencial nº 14, de 23 de julho, a Paróquia de Nossa Senhora das Mercês, padroeira da cidade até hoje.
A Sede Municipal só recebeu foros da Cidade por efeito da Resolução Providencial nº 333, de 13 de julho de 1861, com a denominação de Porto Imperial. Em virtude de Decreto Lei Estadual nº 21, de 7 de março de 1890, a cidade recebeu a denominação de Porto Nacional. Seu primeiro intendente foi o Tenente-Coronel Joaquim Ayres da Silva, que governou até o ano de 1895.
Pouco mais tarde, começava-se a desenvolver em Porto Nacional o sistema de transporte e comunicação, que estava muito ligado ao Rio Tocantins, onde navegavam com botes impulsionados por remeiros ou vareiros. Somente em 1923, foi lançado nas águas do Tocantins o primeiro barco a vapor - a lancha Mercês. E motor somente na década de 40. No ano de 1929 os dois primeiros veículos - um caminhão e um carro - chegam ao município depois de meses de viagem, inclusive abrindo estradas. Eram conduzidos pelo Dr. Francisco Ayres da Silva, deputado e médico que lutava para a abertura de linha mais eficiente de comunicação.
A partir da década de 30, se desenvolve a ligação aérea feita pelo Correio Aéreo Nacional - CAN. Era a Rota do Tocantins que saia do Rio de Janeiro e chegava a Belém aterrissando nos aeroportos instalados por Lysias Rodrigues, entre eles Porto Nacional. A imprensa portuense sempre foi muito atuante, desde o século XIX. Apresentado o cotidiano da cidade, prestando informações públicas e da vida social também eram arautos e porta vozes das reivindicações do norte do estado e defendiam ideias da divisão do estado. Como cidade mais importante do norte de Goiás, Porto Nacional sempre se destacou na política e na defesa dos interesses da região. O Manifesto Tocantinense, de 1956, por exemplo, consolida Porto Nacional como foco dos movimentos de emancipação.
Criado o Estado do Tocantins, em 1988, e definida a criação de uma nova capital, com a inspiração em Brasília, a cidade de Porto Nacional passa a ser, junto com Natividade e Arraias, uma das referências históricas mais importantes do estado. Aqui estão plantadas as raízes do norte goiano.

## Geografia

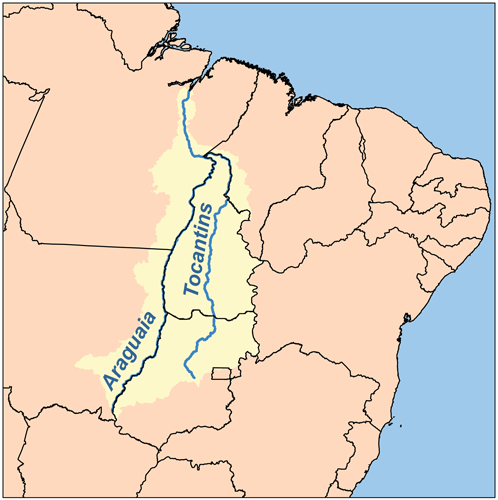
Mapa da Bacia hidrográfica do rio Tocantins, que banha Porto Nacional

Localiza-se a uma latitude 10º42'28" Sul e a uma longitude 48º25'01" Oeste. Porto Nacional possui um clima tropical e pertence à bacia hidrográfica do rio Tocantins na sua porção ocidental e possui relevo plano, estando a uma altitude de 212 metros. Situa-se a menos de uma hora de viagem de veículo da capital Palmas, de onde dista 60 km. Após a construção da Usina Hidrelétrica Luiz Eduardo Magalhães, na cidade de Lajeado, a cidade deixou de conviver com o rio para conviver com o lago.
A posição geográfica do município é: norte: Miracema do Tocantins, leste: Palmas, Monte do Carmo e Silvanópolis, sul: Ipueiras, Brejinho de Nazaré, Fátima, oeste: Oliveira de Fátima, Nova Rosalândia, Pugmil e Paraíso do Tocantins. Porto Nacional pertence ao horário de Brasília e -3 com relação ao Meridiano de Greenwich (Tempo Universal Coordenado). A área total do Porto Nacional é de 4 449,892 km² e possui além da sede o distrito de Luzimangues.
O clima local é o tropical Aw, típico do cerrado, com uma estação chuvosa compreendida entre os meses de outubro e abril e outra seca com início em maio e término em setembro. Segundo dados do Instituto Nacional de Meteorologia (INMET), desde 1931 a menor temperatura registrada em Porto Nacional foi registrada no dia 22 de junho de 1954, com mínima de 10,6 °C, enquanto a maior chegou a 42,8 °C em 27 de agosto de 1938. O maior acumulado de precipitação em 24 horas atingiu 162,1 milímetros (mm) em 14 de dezembro de 2016, seguido por 151,1 mm em 28 de janeiro de 2008.
| Dados climatológicos para Porto Nacional                                                                                                   | Dados climatológicos para Porto Nacional | Dados climatológicos para Porto Nacional | Dados climatológicos para Porto Nacional | Dados climatológicos para Porto Nacional | Dados climatológicos para Porto Nacional | Dados climatológicos para Porto Nacional | Dados climatológicos para Porto Nacional | Dados climatológicos para Porto Nacional | Dados climatológicos para Porto Nacional | Dados climatológicos para Porto Nacional | Dados climatológicos para Porto Nacional | Dados climatológicos para Porto Nacional | Dados climatológicos para Porto Nacional |
| Mês | Jan                                      | Fev                                      | Mar                                      | Abr                                      | Mai                                      | Jun                                      | Jul                                      | Ago                                      | Set                                      | Out                                      | Nov                                      | Dez                                      | Ano                                      |
| --- | ---------------------------------------- | ---------------------------------------- | ---------------------------------------- | ---------------------------------------- | ---------------------------------------- | ---------------------------------------- | ---------------------------------------- | ---------------------------------------- | ---------------------------------------- | ---------------------------------------- | ---------------------------------------- | ---------------------------------------- | ---------------------------------------- |
| Temperatura máxima recorde (°C) | 37,7                                     | 38,6                                     | 39,5                                     | 39,4                                     | 39,4                                     | 38,2                                     | 39,2                                     | 42,8                                     | 41,2                                     | 41                                       | 39,6                                     | 38,5                                     | 42,8                                     |
| Temperatura máxima média (°C) | 31,7                                     | 32                                       | 31,8                                     | 32,9                                     | 33,9                                     | 34,3                                     | 34,9                                     | 36,4                                     | 36,5                                     | 34,5                                     | 33                                       | 32,2                                     | 33,7                                     |
| Temperatura média compensada (°C) | 26                                       | 26,1                                     | 26,1                                     | 26,9                                     | 27,1                                     | 26,2                                     | 26,3                                     | 27,8                                     | 28,9                                     | 27,8                                     | 27                                       | 26,5                                     | 26,9                                     |
| Temperatura mínima média (°C) | 22,5                                     | 22,5                                     | 22,6                                     | 22,8                                     | 21,9                                     | 19,8                                     | 19,2                                     | 20,2                                     | 22,6                                     | 23,1                                     | 22,8                                     | 22,7                                     | 21,9                                     |
| Temperatura mínima recorde (°C) | 18,1                                     | 16,4                                     | 18,2                                     | 17,8                                     | 14,8                                     | 10,6                                     | 12                                       | 11                                       | 12                                       | 15,7                                     | 17,6                                     | 18                                       | 10,6                                     |
| Precipitação (mm) | 255                                      | 241,5                                    | 247,9                                    | 169,2                                    | 47,9                                     | 3,9                                      | 0,1                                      | 3,2                                      | 36,9                                     | 111,7                                    | 179,9                                    | 261,8                                    | 1 559                                    |
| Umidade relativa compensada (%) | 81,3                                     | 82,4                                     | 82,7                                     | 78,3                                     | 70,7                                     | 60,6                                     | 53,2                                     | 46,3                                     | 52                                       | 68,7                                     | 76,4                                     | 80,2                                     | 69,4                                     |
| Insolação (h) | 141,7                                    | 135,6                                    | 141,2                                    | 187,9                                    | 255,9                                    | 271,9                                    | 290                                      | 278,7                                    | 191,6                                    | 174,5                                    | 163,1                                    | 144,6                                    | 2 376,7                                  |
| Fonte: INMET (precipitação: normal climatológica de 1991-2020; demais variáveis: normal 1981-2010; recordes de temperatura: 1931-presente) |                                          |                                          |                                          |                                          |                                          |                                          |                                          |                                          |                                          |                                          |                                          |                                          |                                          |

## Demografia
Porto Nacional possui uma população de 51 846 habitantes em 2013 segundo o Instituto Brasileiro de Geografia e Estatística (IBGE) - o que coloca a cidade no quesito população em quarto lugar no estado - e densidade de 11,573 hab/km².

### Região Metropolitana de Palmas
A Região Metropolitana de Palmas, a qual abrange Porto Nacional, é uma região metropolitana no estado do Tocantins, instituída pela Lei Estadual nº 2824, de 31 de dezembro de 2013. A Região Metropolitana de Palmas compreende 16 municípios na região central do Tocantins, apesar de que no entanto, o município de Palmas forma uma conurbação somente com o distrito de Luzimangues, situado no município de Porto Nacional. A Região Metropolitana de Palmas apresenta uma população total de cerca de 450 mil habitantes.

### Religião
Em Porto Nacional há representantes da Igreja Católica Apostólica Romana (74,02%), Católica Apostólica Brasileira (0,02%) e Católica Ortodoxa (0,07%).

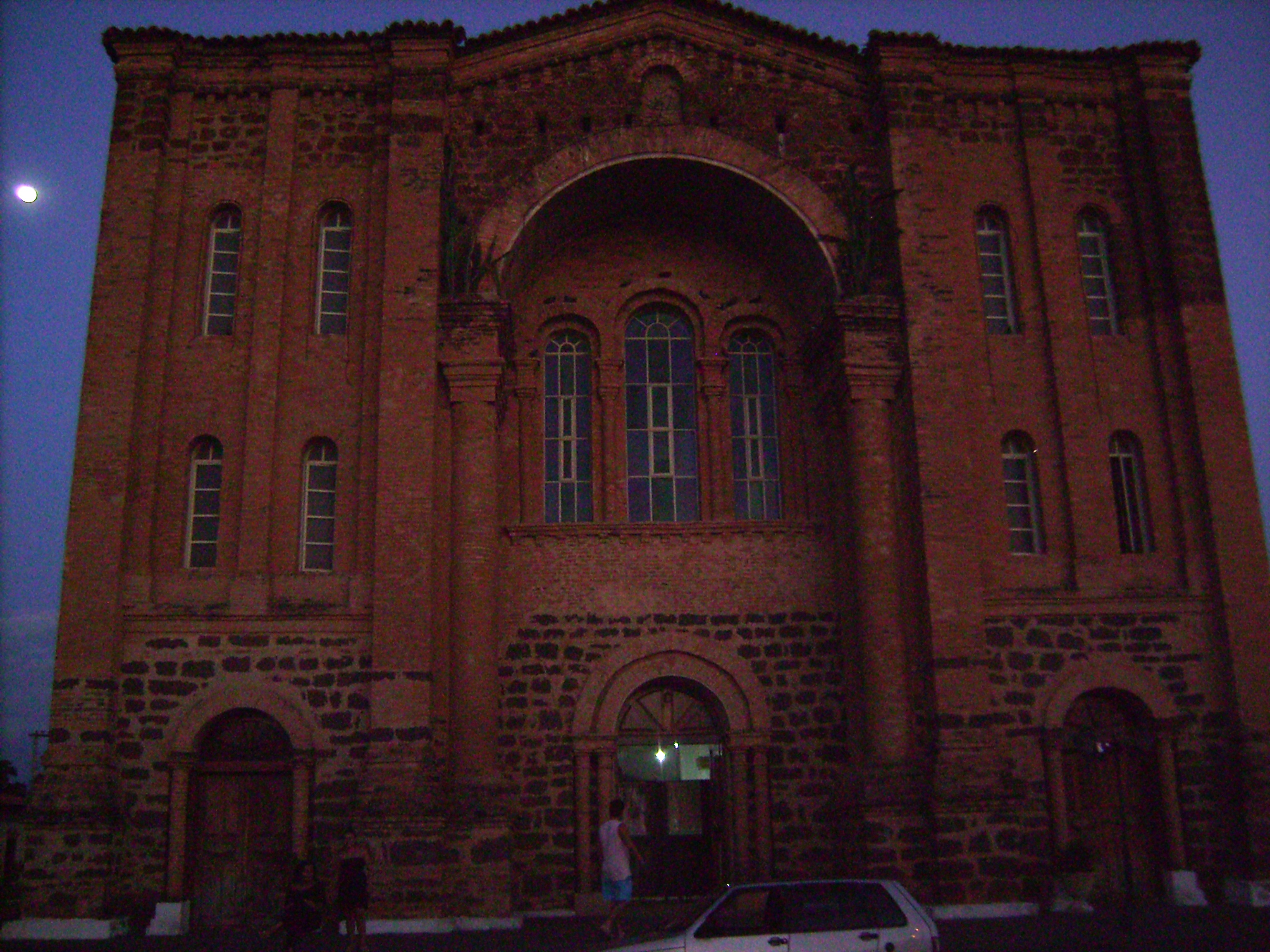
Catedral de Nossa Senhora das Mercês, em Porto Nacional

A Diocese de Porto Nacional foi criada pela Bula “Apostolatus Officium”, do Papa Bento XV, de 20 de dezembro de 1915, desmembrada da então Diocese de Goiás. O 1º Bispo foi Dom Domingos Carrerot, OP, (1920-1923). A sé episcopal diocesana é a Catedral de Nossa Senhora das Mercês, situada nas proximidades da margem direita do Rio Tocantins. Essa obra monumental foi iniciada em 7 de maio de 1884 e concluída em 1904. Projetada em pedra sabão e tijolos, representa o estilo românico de Toulouse, França (região de origem dos Frades construtores). A maioria das suas imagens sacras foram trazidas da França e de Belém do Pará. Seu primeiro sino, todo em bronze, também veio da França. A Catedral representa a “Ordem Dominicana” em Porto Nacional. Antigo “Convento Santa Rosa de Lima”, é sede dos Padres Dominicanos, desde do início da década de 20. Em 1957 a parte superior do velho sobrado, por motivos de estruturação e segurança, foi retirada, porém ainda continua majestoso.
Representados por 3,72% da população, os protestantes de missão se dividem em Igreja Evangélica Presbiteriana (0,27%), Igreja Evangélica Metodista (0,30%), Igreja Evangélica Batista (1,97%) e Igreja Evangélica Adventista (1,18%). Os protestantes de origem neopentecostal somam 12,73% da população e se dividem em Igreja Assembleia de Deus (7,53%), Igreja Congregação Cristã do Brasil (0,86%), Igreja o Brasil para Cristo (0,02%), Igreja do Evangelho Quadrangular (0,72%), Igreja Universal do Reino de Deus (0,77%), Igreja Casa da Bênção (0,37%), Igreja Deus é Amor (0,51%) e outras (1,94%). Há ainda outras nomeações tais como Evangélica indeterminadas (4,63%) e Outras religiosidades cristãs (0,31%).
Outras religiões:
- Restauracionistas: estes se dividem em Igreja de Jesus Cristo dos Santos dos Últimos Dias (0,02%) e Testemunhas de Jeová (0,20%).
- Espíritas: os Espíritas somam 0,26% da população.
- Religiões do oriente: representadas pelo budismo (0,03%) e islamismo (0,03%).
- Esotéricos: as Tradições esotéricas somam 0,03% de adeptos.
- Não determinados ou de múltiplo pertencimento: com 0,27% da população, se divide entre os de religiosidade não determinada ou mal definida (0,25%), de múltipla religiosidade (0,02%) e os que não sabem (0,10%).
- Sem religião: totalizando 3,55% dos portuenses, 3,49% são sem religião e 0,06% são ateus.

## Economia
Porto nacional é popularmente denominada de "Capital do Agronegócio", sendo notável pelo potencial agropecuário, e vê no crescimento da capital Palmas, distante 55 km, uma oportunidade para movimentar o comércio local e permitir maior fluxo de capital no município. Possui o quarto maior PIB do Estado (de quase R$ 800 mi).

### Bancos
- Caixa Econômica Federal;
- Bradesco;
- Banco da Amazônia;
- Banco do Brasil;
- Santander;
- Sicredi;
- Sicoob.

## Infraestrutura

### Saúde
- Hospital Regional de Porto Nacional
- Hospital Materno-Infantil Tia Dedé
- UPA
- UBS´s

### Educação superior
Pública
- Universidade Federal do Tocantins UFT (Cursos: Ciências Sociais, História, Geografia, Biologia, Letras: Língua Portuguesa, Letras: Língua Inglesa, Letras:Libras, Relações Internacionais)
- Instituto Federal  do Tocantins IFTO (Cursos:Ensino Médio e Técnico em Meio Ambiente/Administração/Informática, Logística/Vendas, Licenciatura em Computação, Tecnólogo em Logística)
- Universidade Aberta do Brasil UAB (Biologia Ead, Química Ead, Especialização Desenvolvimento Humano Educação e Inclusão Escolar Ead, Licenciatura em Música Ead, Administração Pública Ead, Letras Inglês Ead, Letras Espanhol Ead, Letras Português e Literatura Ead, Matemática Ead, Pedagogia Ead)

Privada
- Instituto Tocantinense Presidente Antônio Carlos ITPAC (Cursos: Agronomia, Arquitetura e Urbanismo, Administração, Engenharia Civil, Enfermagem, Odontologia, Medicina, Tecnólogo em Agronegócio)
- Faculdade São Marcos FASAMAR
- Universidade Norte do Paraná UNOPAR - EAD
- Universidade de São Paulo UNIP - EAD

### Acesso e transporte

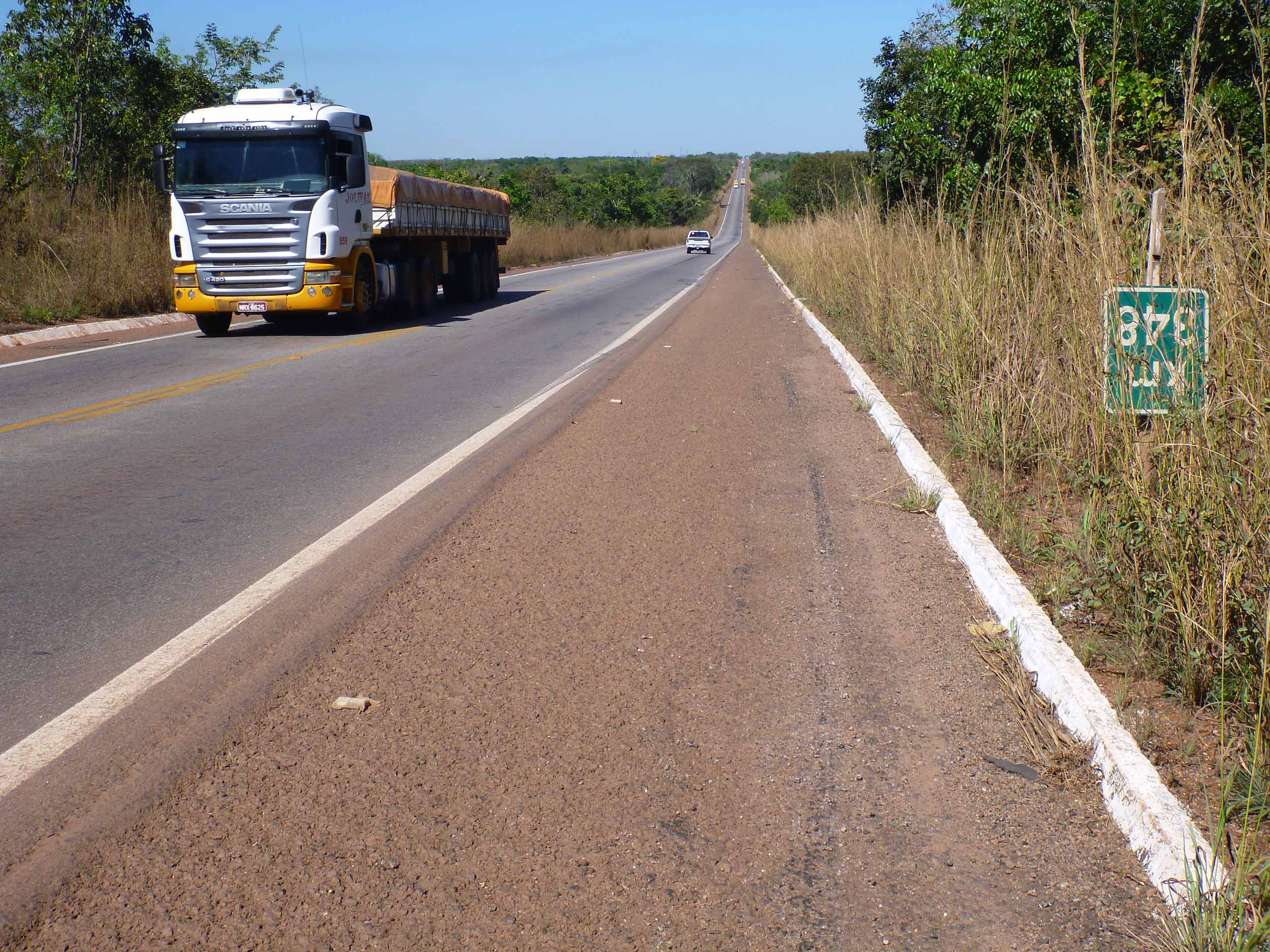
Rodovia BR-153, rodovia que passa próximo a Porto Nacional

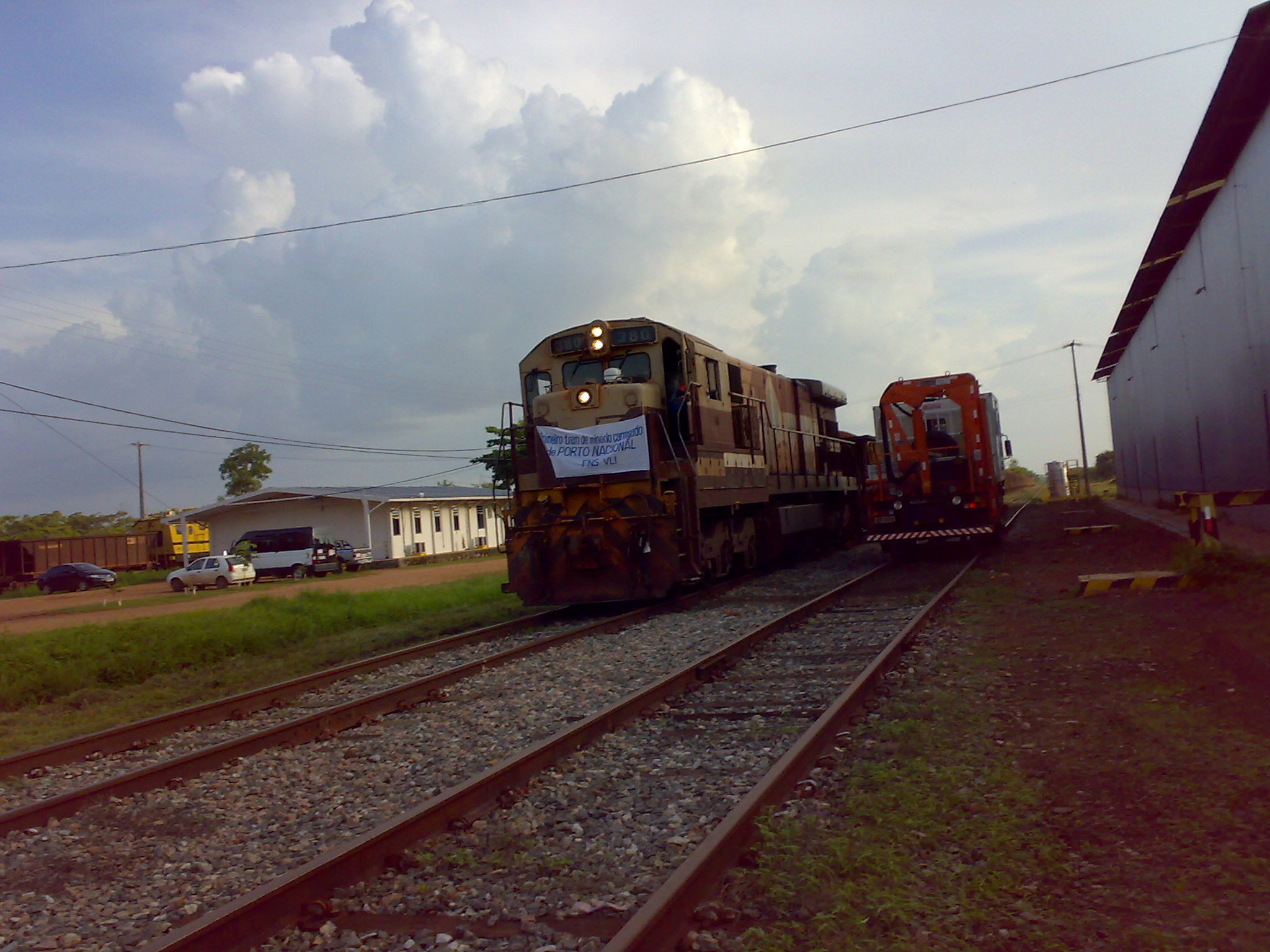
Trem da Ferrovia Norte-Sul. Como se pode ler na faixa, primeiro trem de minério na FNS carregado em Porto Nacional. Antes o carregamento era em Guaraí.

As principais rodovias que atendem Porto Nacional são todas rodovias estaduais, tais como TO-255, TO-070 e BR-010, todas totalmente pavimentadas e em ótimas condições de trafegabilidade. A BR-010 faz a ligação com a capital Palmas. Já a TO-255 faz a ligação de Porto Nacional com outra importante rodovia, a BR-153, que liga as cidades de Araguaína e Gurupi e também que dá acesso aos estados de Goiás e ao Pará. Por Goiás daí também ligando a cidades do interior paulista como São José do Rio Preto, Lins, Ribeirão Preto, Ourinhos e Triângulo Mineiro. O município possui ainda linhas de transporte coletivo por ônibus.
Porto Nacional possui o Terminal Rodoviário de passageiros com ônibus para diversos destinos do resto do estado, da região Norte e do resto do país. Registra um bom fluxo de passageiros para outras cidades, especialmente em datas comemorativas e feriados. Possui ônibus de hora em hora para Palmas das 7h às 21h. Atendida por várias empresas, entre elas Gontijo, São Geraldo, Real Expresso e Transbrasiliana. Interliga Porto Nacional às seguintes cidades:
- Palmas, Araguaína e Gurupi (TO)
- Goiânia e Anápolis (GO)
- Brasília (DF)

O Aeroporto de Porto Nacional foi o primeiro a ser construído no Tocantins, pelo então Brigadeiro Lysias Augusto Rodrigues. Possui um aeroclube dentro das suas instalações, sendo este o único aeroclube do Tocantins. Com pista de 1700x30m e terminal de embarque, o aeroporto encontra-se desativado, mas cogita-se a sua reativação.
A Ferrovia Norte-Sul é uma ferrovia brasileira, concessionada à Vale S.A. através de licitação realizada pela VALEC em 2008. Quando concluída, possuirá a extensão de 4 155,6 km e cortará os estados de Pará, Maranhão, Tocantins, Goiás, Minas Gerais, São Paulo, Mato Grosso do Sul, Paraná, Santa Catarina e Rio Grande do Sul. A ferrovia foi concebida sob o propósito de ampliar e integrar o sistema ferroviário brasileiro. Ligará Senador Canedo (GO), a Belém, conectando-se, a sul, em Anápolis (GO), com a Ferrovia Centro-Atlântica, e, a norte, em Açailândia (MA), com a Estrada de Ferro Carajás. Ao longo de seu trajeto, a ferrovia segue paralela à Rodovia Belém-Brasília (BR-153; BR-226 e BR-010) e ao leito do Rio Tocantins. As obras da ferrovia iniciaram-se em 1987, durante o governo do presidente José Sarney. Atualmente encontra-se pronto o trecho entre Açailândia (MA) e Palmas (TO).

### Comunicações
Rádios
- Canção Nova do Coração de Jesus - 690 AM (Palmas)
- Jovem Palmas - 960 AM (Palmas)
- Rádio Senado	- 95.5
- Rádio Líder - 95.7 (Paraíso do Tocantins)
- Palmas FM - 96.1 (Palmas)
- Tocantins FM - 98.1
- CBN FM - 101.9
- Jovem Palmas FM - 104.7 (Palmas)
- Porto FM - 87.9

Televisão
- TV Porto - 10 VHF

Correios
- AG Porto Nacional

### Segurança
- Polícia Militar do Estado do Tocantins - 5º BPM
- Polícia Civil do Estado do Tocantins - 1º DP, 2º DP, 3º DP, DEAM, DECA
- Tiro de Guerra 11-005 (Exército Brasileiro)
- Guarda Municipal

## Cultura
A cultura de Porto Nacional se deve a exploração do ouro que trouxe muitos mineradores, tropeiros, mascates e viajantes que passaram pelo local deixando sua contribuição.

### Centros culturais
- Centro Cultural Durval Godinho: possui sala de concerto.
- Museu Histórico e Cultural de Porto Nacional: foi fundado na década de oitenta e, naquele tempo, mobilizou a população para doação de acervo. Depois de ocupar diversos espaços, hoje se instala em definitivo no prédio restaurado para este fim.

### Festas populares
- Festa de São Sebastião: realizada em 20 de janeiro.
- Festa de Santos reis 6 de janeiro.
- Festa do Divino: realizado em data móvel.
- Festa da padroeira: a festa da padroeira do município (Nossa Sra. das Mercês) é realizada dia 24 de setembro

### Turismo
Situada próximo a Palmas, Porto Nacional conta com uma razoável infraestrutura para receber turistas para apreciar de um modo geral a cidade. O município possui uma área para pesca esportiva privilegiada por ser banhada pelo rio Tocantins. Na região destacam-se os passeios fluviais com direito a pesca amadora e profissional.
Constituem pontos turísticos do município:
- Centro histórico: dotado de ruas estreitas e prédios quase todos construídos no século XIX.
- Avenida Beira Rio: via expressa, construída com mais de 3Km de extensão, na orla da cidade.
- Nova Praia de Porto Real: dotada de infra estrutura, local de eventos culturais e esportivos durante a temporada de junho a setembro.
- Colégio Sagrado Coração de Jesus: construído pelas irmãs dominicanas na década de 1950 em estilo francês.
- Prédio da Prefeitura Velha: edificado em 1922, nele funcionou até 1969 a Câmara Municipal, a sala das Audiências Judiciárias e a Administração Municipal. Construído em dois pavimentos, se destaca entre várias construções na parte velha da cidade.
- Caetanato: localizado na conhecida “Rua do Cabaçaco” no Centro Histórico de Porto Nacional, foi a primeira sede do Colégio das Irmãs Dominicanas. Hoje é sede da COMSAÚDE de Porto Nacional. O nome “Caetanato” é em homenagem a Sra. Caetana Belles, que era moradora do local; Após o falecimento da Sra. Caetana Belles, manteve-se residindo no prédio a filha de criação da Sra. Caetana Belles e Rafael Belles, a já falecida dona Tomazia de Sena e suas descendentes. Atualmente, reside somente suas descendentes.
- Colégio Sagrado Coração de Jesus: edificação de Ampla e aprazível arquitetura representa o trabalho iniciado pelas incansáveis e pioneiras “Irmãs Dominicanas”.
- Prédio do Abrigo João XXIII: conhecido como “Abrigo dos Velhos”, o importante casarão foi sede do Correio e depois serviu durante muito tempo como Hospital. Situa-se na Rua Josué Negre.
- Residência do Dr. Oswaldo Ayres: importante casa residencial de arquitetura antiga, situada na Praça da Igreja Matriz, simboliza o brilhante trabalho do Dr. Francisco Ayres da Silva, como médico, político e jornalista, filho de Porto Nacional.
- Residência da Senhora Custódia Pedreira: herança da família “Pedreira”, esse casarão chama atenção pela arquitetura de épocas passadas, toda em adobe, conserva o porão e o assoalho de tábuas.
- Lago da Usina do Lajeado: Constituindo-se em local propício para esportes náuticos e pesca esportiva, localizado em frente à cidade.

### Esportes
Porto Nacional possui um time de futebol chamado Interporto Futebol Clube, fundado na cidade em 13 de julho de 1990. O time foi campeão estadual da série A em 1999, 2013 e 2014 e da série B em 2009. Também disputou o Copa Tocantins em 1998.
O Estádio General Sampaio é um estádio de futebol localizado na cidade e pertencente ao governo municipal local. Tem capacidade para 2.000 pessoas.